# Lista de rodovias estaduais de Roraima
O sistema rodoviário de Roraima é constituído de toda a malha de estradas de administração federal, estadual e municipal implantadas naquele estado brasileiro, totalizando 7.949,47 quilômetros. Constitui o principal meio de deslocamento interno, dadas as restrições de navegabilidade do alto rio Branco e afluentes, a inexistência de um sistema ferroviário e os grandes custos do transporte aéreo.
Apesar da complexidade e extensão do sistema de estradas estaduais, é o vetor federal quem prepondera, concentrando as maiores e mais movimentadas rodovias de Roraima. Grosso modo, as estradas estaduais levam os núcleos urbanos e colônias agrícolas distantes às rodovias federais, que por sua vez cruzam as maiores cidades e conectam o estado aos países vizinhos e ao Amazonas, correspondendo, portanto, às artérias vitais do trânsito interno e de exportação.

## Características

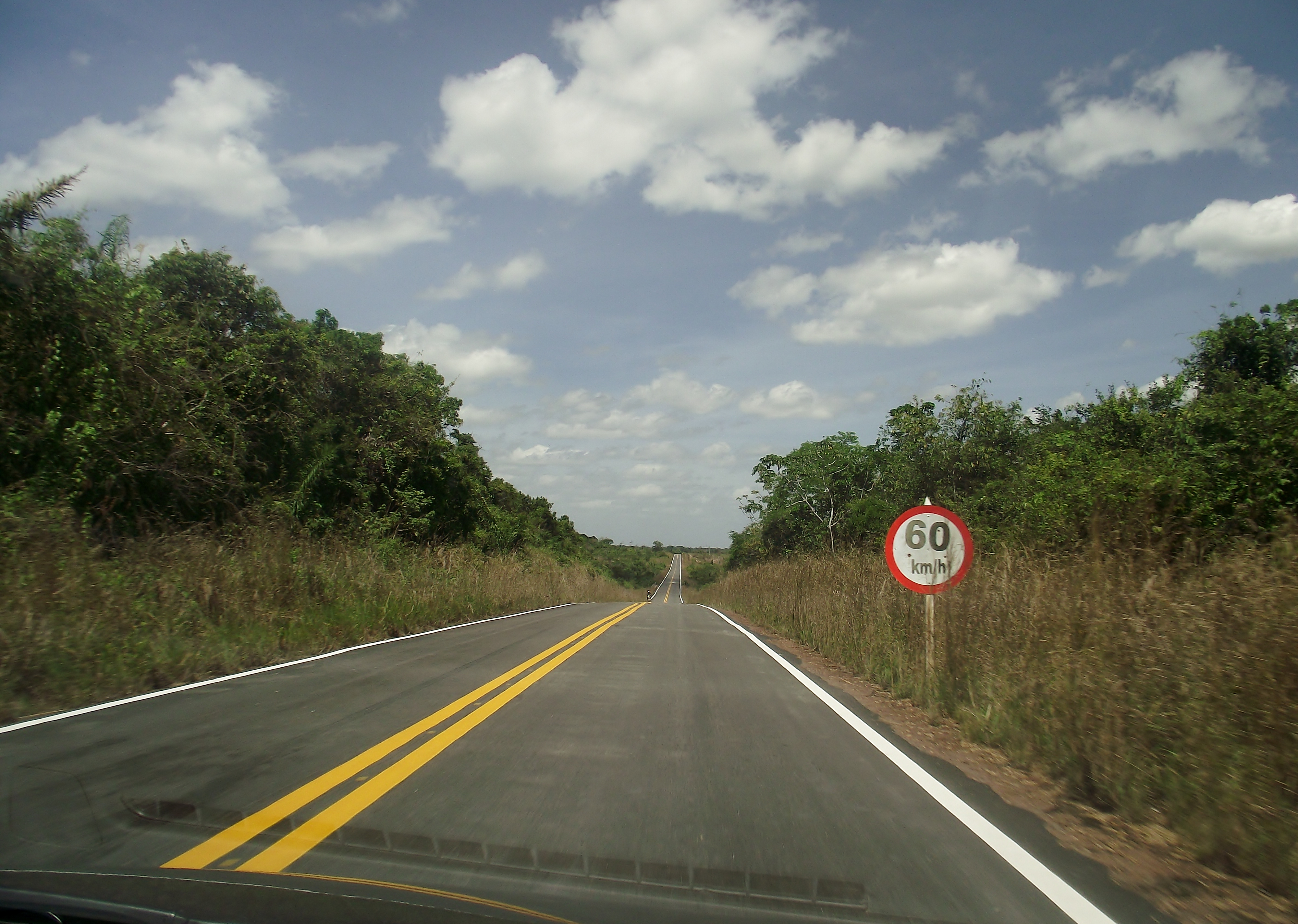
BR-401 cortando o cerrado característico da região Nordeste de Roraima.

Roraima tem na BR-174 sua rodovia vital, sendo a única ligação com o resto do Brasil. Conectando o estado à Manaus e a Venezuela, a BR-174 atinge as principais cidades e polariza todas as demais rodovias, sendo simultaneamente porta de entrada e porta de saída para produtos e pessoas.
Roraima recebeu, desde a década de 1960, diversos projetos de assentamento e reforma agrária. Neles escolheu-se o sistema de vicinais (também chamado espinha de peixe), onde diversos ramais (estradas municipais) ligam-se a uma estrada-tronco principal, que por sua vez acaba ligando-se à BR-174. Exemplos de vicinais troncos são a BR-210 e a RR-325, antiga Vicinal Tronco Apiaú, recentemente asfaltada.
Assim, tudo gira na órbita dos quase mil quilômetros da BR-174; todas as redes viárias que se desenvolvem no interior terminam num entroncamento com esta rodovia federal, para assim atingir a capital Boa Vista, a Venezuela ou o estado do Amazonas.

### Entrocamentos principais

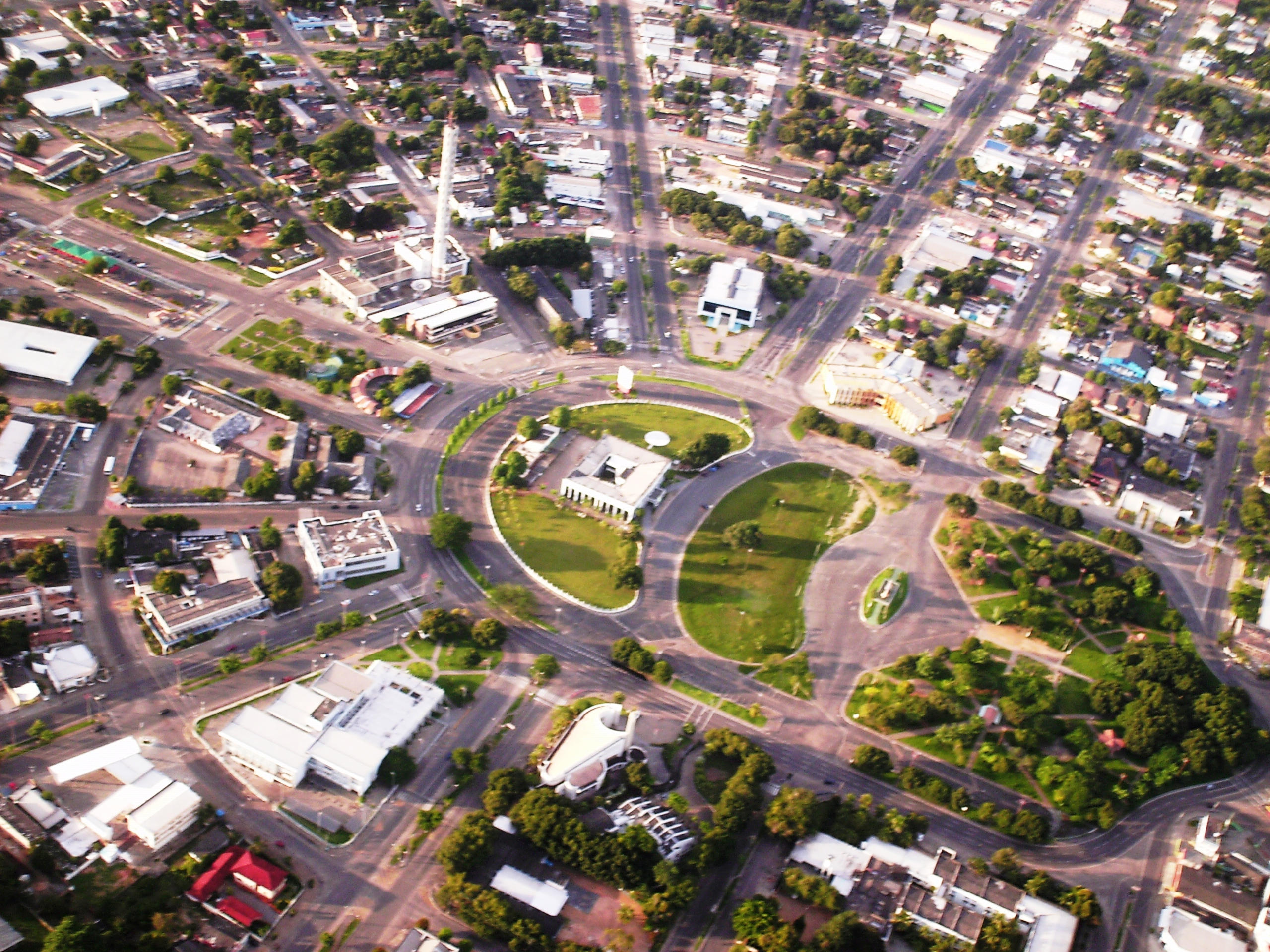
A capital Boa Vista polariza o sistema rodoviário e a economia do estado.

A capital Boa Vista, por seu status de centro administrativo, acabou tornando-se um importante entroncamento de rodovias. A cidade é cortada simultaneamente pela BR-174, BR-401, RR-205 e RR-319. A poucos quilômetros da capital, além do rio Branco, existem ainda as rodovias BR-432 e RR-444. Diante disso, construiu-se em 2011 um anel viário para a capital, o Contorno Oeste Ottomar de Souza Pinto.
Outro importante trevo está no sul do estado, na vila Novo Paraíso, município de Caracaraí. A localidade, conhecida por Km 500, tem como referência central a rotatória que serve à interseção das rodovias BR-174, BR-210 e BR-432.

## Pontes das rodovias de Roraima

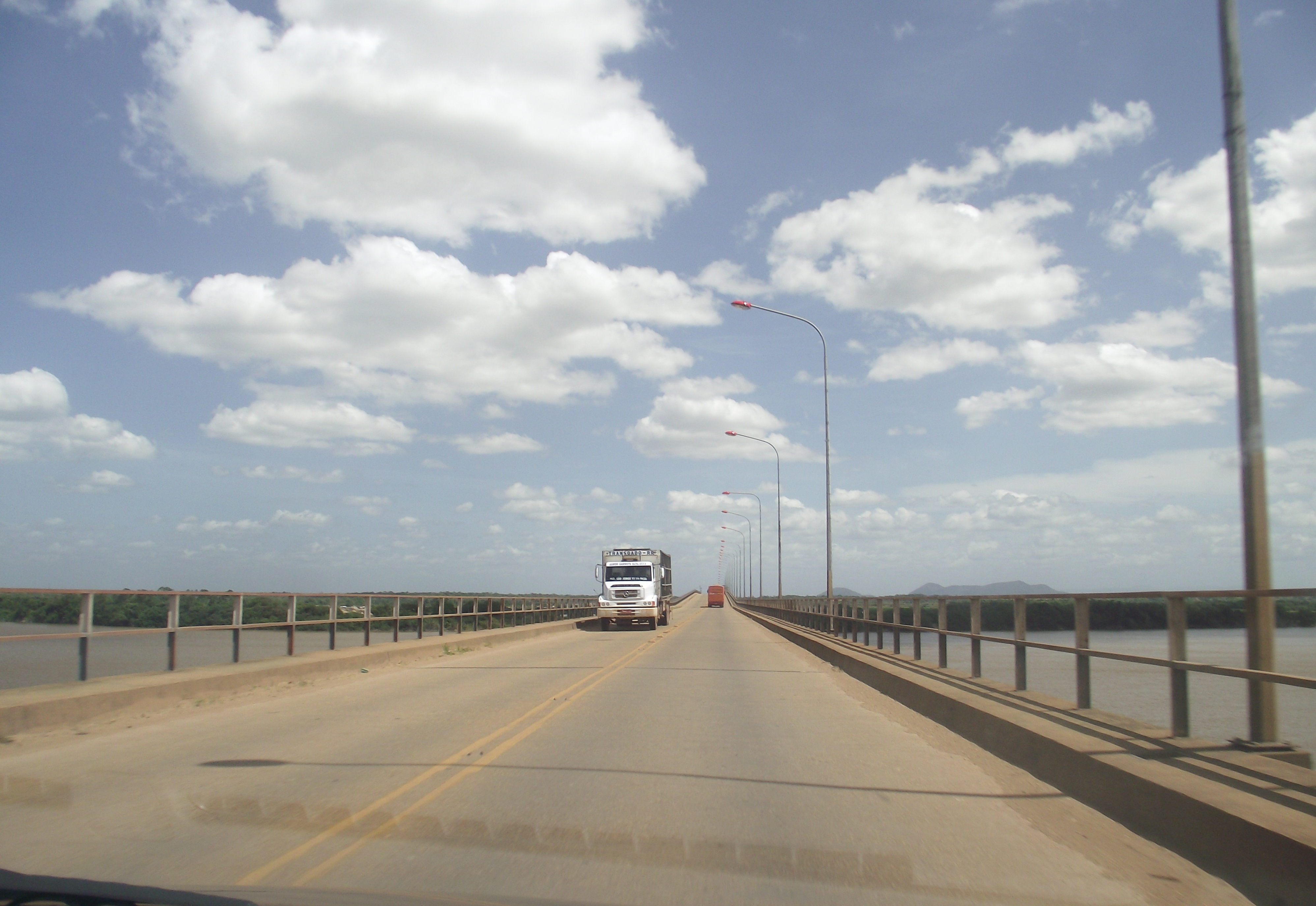
Travessia dos 1.200 metros da Ponte dos Macuxis, sentido Guiana.

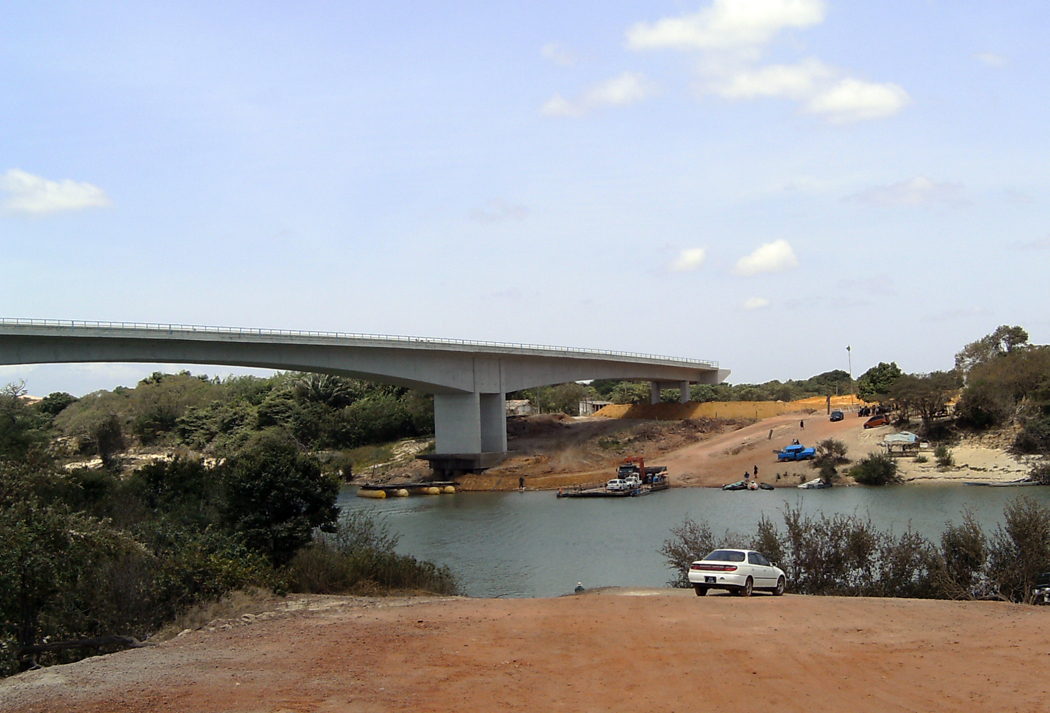
Ponte sobre o Rio Tacutu, em Bonfim

Estado situado na região amazônica, Roraima é naturalmente detentor de um complexo sistema hidrográfico. Assim, faz necessário a construção de diversas pontes fluviais para dar fluidez ao trânsito local.
Em geral as pontes foram erguidas na década de 1970 pelo 6° Batalhão de Engenharia de Construção (6° BEC), organização militar do Exército Brasileiro cediada em Boa Vista, em tempos de Ditadura Militar. Há exceções, como as recentes pontes do rio Tacutu, rio Branco (em Caracaraí) e rio Mucajaí (da RR-325). O governo estadual também vem trabalhando no sentido de transformar, nas rodovias secundárias, antigas pontes de madeira em estruturas de concreto armado.
Segue relação de algumas das maiores obras do gênero no estado.
- Ponte de Caracaraí
- Ponte do Rio Anauá
- Ponte do Rio Cauamé
- Ponte do Rio Jauaperi
- Ponte do Rio Mucajaí (BR-174)
- Ponte do Rio Mucajaí (RR-325)
- Ponte dos Macuxis — atualmente a maior de Roraima, com 1.200 metros sobre o rio Branco[20]
- Ponte do Rio Tacutu
- Ponte do Rio Uraricoera
- Ponte do Rio Alalaú

## História
A história das estradas de Roraima se inicia no século XIX, quando o atual estado era apenas uma distante região da província do Amazonas.

### Ligação com Manaus
A impossibilidade de navegação pelo rio Branco até  antiga Freguesia de Nossa Senhora do Carmo — atual Boa Vista — por conta da existência das Corredeiras do Bem-Querer no médio curso do rio fazia da localidade de Caracaraí o último ponto de acesso à capital Manaus pela hidrovia (o rio Branco foi a grande via colonizadora de Roraima); isolada, viu-se a necessidade de construir uma estrada ligando Boa Vista do Rio Branco, já a maior área urbana da região com mil habitantes, à vila-porto de Caracaraí (até hoje esta cidade carrega a alcunha de Cidade-Porto). Acredita-se que esta tenha sido a primeira via arterial significativa de Roraima, com cerca de 150 quilômetros.
Poucos anos depois, em 9 de julho de 1890, o governador amazonense Augusto Ximeno de Ville Roy elevou a Freguesia de Nossa Senhora do Carmo à categoria de Município de Boa Vista do Rio Branco. Este ato trouxe progresso a região e, em 1893, o sonho da ligação rodoviária Manaus–Boa Vista foi atendido pelo então governador do Amazonas Eduardo Ribeiro.
Com efeito, o governo amazonense contratou o fazendeiro do vale do Branco, Sebastião Diniz, para abrir uma vereda de 815 quilômetros por dentro da mata densa. Diniz, junto aos companheiros coronel Manoel Pereira Pinto e o piloto fluvial Terêncio Antonio Lima, cumpriu com o dever e efetivou a nova forma de comunicação entre as duas cidades. Findo o governo de Ribeiro, a estrada ficou a deriva e a floresta tratou de reanexá-la ao ecossistema predominante. Em 1927, conforme registros históricos, o guianense Collins reabriu a via de circulação, agora com 868 quilômetros.
Assim estava consumada a construção da vereda que unia o vale do rio Branco a Manaus, vereda essa que transformar-se-ia numa das principais rodovias da região, a BR-174.

### A BR-174

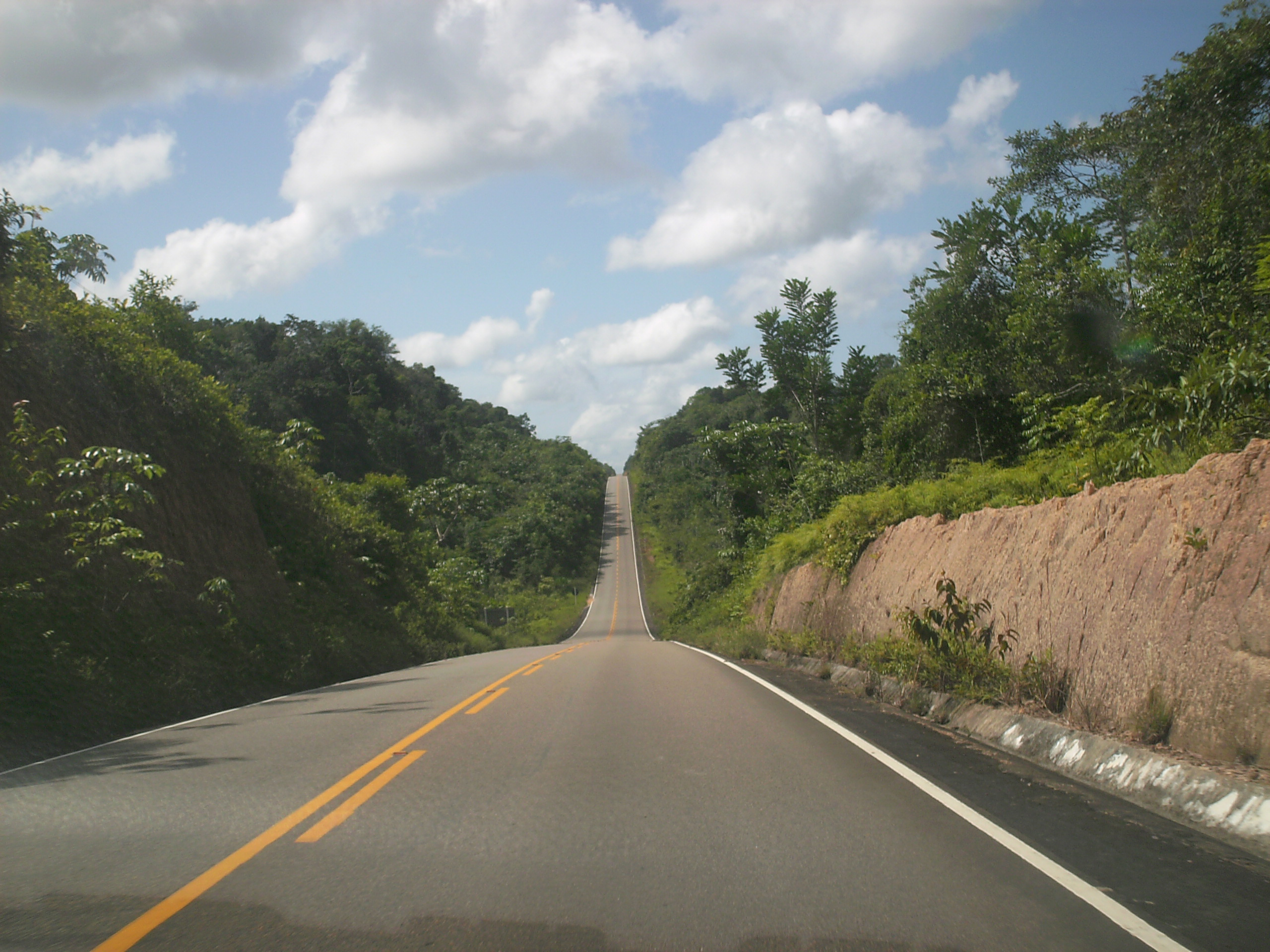
BR-174 cruzando a floresta amazônica na região de Rorainópolis, em Roraima.

Em 1943 o então Presidente da República Getúlio Vargas criou, por meio do Decreto-Lei n.° 5.812, de 13 de setembro de 1943, o Território Federal do Rio Branco, mais tarde rebatizado de Roraima. A medida novamente desenvolveu a região, embora muito lentamente. Um avanço realmente perceptível no sistema rodoviário local só viria com o Regime Militar.
Na última década de território federal, anos 1980, foram abertas pelo Governo Federal duas estradas federais, a BR-174 e a BR-210 (Perimetral Norte). Ao longo destas foram implantados projetos de colonização às dezenas. Havia, em 1982, 42 colônias agrícolas em fase de implantação. As estradas vicinais são estradas perpendiculares às rodovias que aumentavam a quantidade de lotes e, conseqüentemente, mais famílias colonizadoras (vindas especialmente do nordeste e do sul do país). Estava estabelecida, então, uma grande rede rodoviária em Roraima, quase toda em condições precárias.

### Criação do estado de Roraima
Em 1988 era criado o Estado de Roraima No entanto, a conclusão do asfaltamento da BR-174, já consolidada como coluna vertebral do Estado, deu apenas em 1998, no governo FHC, já estendida também à Venezuela.
Na década de 1980 era aberta também a BR-410, ligando Boa Vista à Guiana. Ao longo dos anos o Governo de Roraima tratou de construir rodovias estaduais que conectassem cidades, vilas e assentamentos rurais à BR-174; é esta a origem do sistema estadual de estradas, no qual se destacam as rodovias RR-205 (ligação com Alto Alegre), RR-203 (ligação à Serra do Tepequém e cidade de Amajari) e RR-319 (Transarrozeira, cruzando extensas monoculturas de arroz).

### Contemporaneidade
Atualmente destacam-se outras rodovias, como BR-431 (ligação com o município do Cantá), RR-325 (atravessando a região de Apiaú), RR-460 (Rodovia da Banana). Tem havido nos últimos tempos uma maior preocupação estatal com o sistema rodoviário local, inclusive com asfaltamento e recuperação de várias estradas estaduais e vicinais.

## Lista de rodovias estaduais
Em negrito as principais rodovias.
- RR-171 (acesso Uiramutã)
- RR-172
- RR-175
- RR-201
- RR-203 - Estrada do Tepequém
- RR-205 - Estrada do Alto Alegre
- RR-204
- RR-206
- RR-207
- RR-311
- RR-319 - Transarrozeira
- RR-321
- RR-325 - Vicinal Tronco Apiaú
- RR-342
- RR-343
- RR-344
- RR-345
- RR-347
- RR-348
- RR-400
- RR-402
- RR-403
- RR-405
- RR-407
- RR-444
- RR-452
- RR-460 - Transbananeira

Totalizando 1.402,66 quilômetros.
Nota: as rodovias RR-202 e RR-170 foram renomeadas para BR-432 e BR-433, respectivamente.